# 나쁜 녀석들 시리즈
《나쁜 녀석들 시리즈》는 경찰, 조폭이 주연을 맡은 드라마, 영화 시리즈이다. 마지막 최종 보스로 연기하는 배우는 2014년 드라마에서는 김태훈, 악의 도시에서는 송영창이 출연하고 영화 더 무비에서는 김인우가 출연한다.

### 드라마
- 《나쁜 녀석들》 (2014년)
- 《나쁜 녀석들: 악의 도시》 (2017년)

### 영화
- 《나쁜 녀석들: 더 무비》 (2019년)